# Hide Hyodo Shimizu
Hide Hyodo Shimizu (* 11. Mai 1908 in Vancouver, Kanada; † 22. August 1999 in Ontario, Kanada) war eine kanadische Pädagogin und Aktivistin. Sie war eine Verfechterin der japanisch-kanadischen Rechte und gehörte zu den ersten Japanisch-Kanadiern, die ein Lehrzertifikat erhielten.

## Leben und Werk

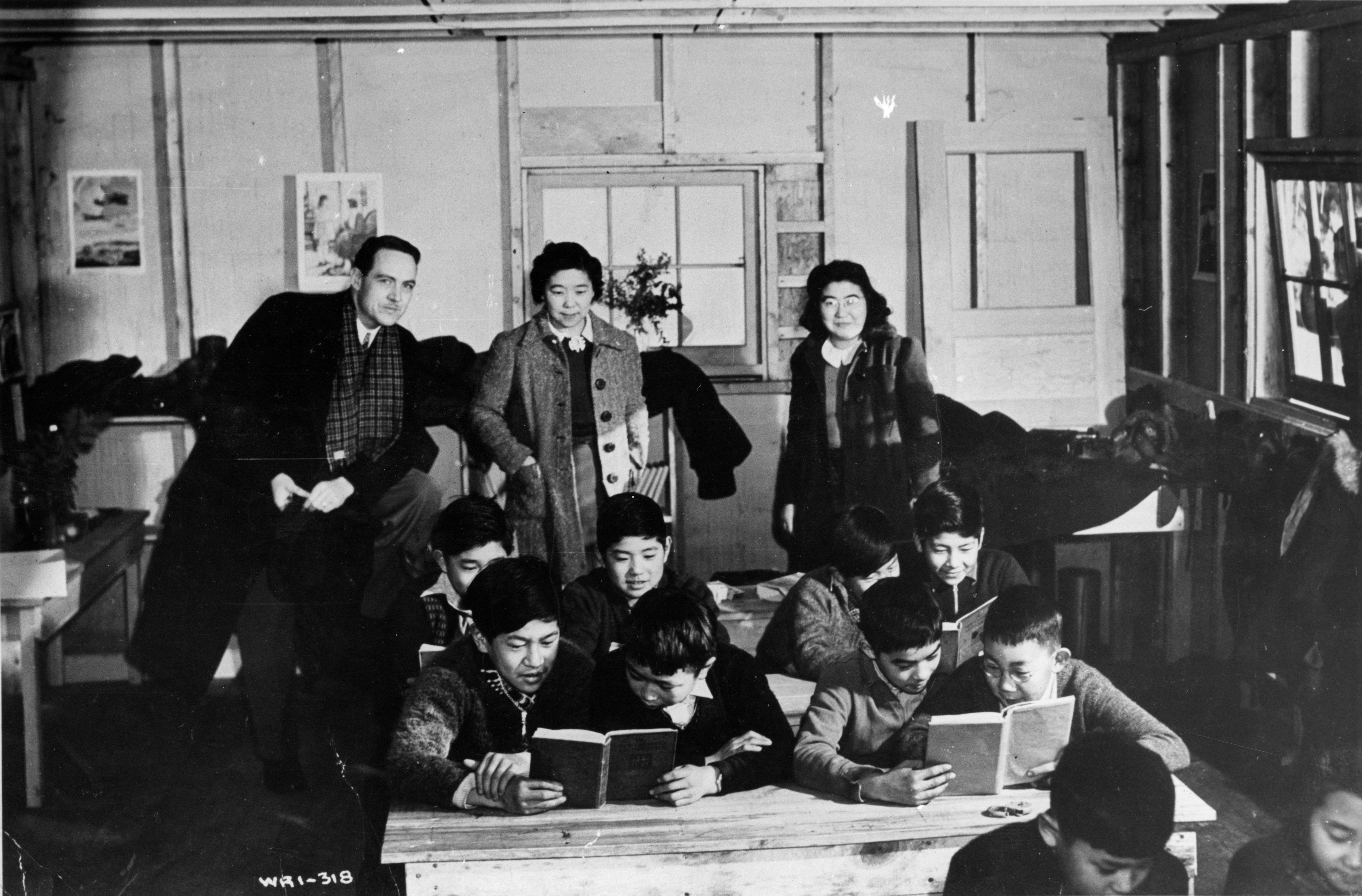
Treffen mit Regierungsbeamten in Hyodo Shimizus Klasse in der New Denver Internment Camp-Schule (1943)

Shimizu war das älteste von acht Kindern von Hideichi und Toshi Hyodo. Ihre Eltern waren aus Uwajima, Japan, nach Kanada eingewandert, was Shimizu zu einem Nisei, einem Kind japanischer Einwanderer, machte. Sie besuchte die Laura Secord Elementary School und dann die John Oliver High School. Nach ihrem Schulabschluss besuchte sie ein Jahr lang die University of British Columbia. Sie wechselte 1925 an die Vancouver Normal School und erhielt 1926 als eine der ersten Nisei ein Lehrerzertifikat.
Nach Abschluss ihrer Lehrerausbildung war sie die erste Nisei, die im Schulsystem von British Columbia unterrichtete. Andere Nisei, die die Vancouver Normal School abgeschlossen hatten, wurden nicht in British Columbia Lehrer. Shimizu erhielt 1926 ihren ersten Lehrauftrag an der Lord Byng Elementary School. Dies erforderte, dass sie Japanisch lernte, um mit ihren Schülern kommunizieren zu können. Sie unterrichtete dort 16 Jahre lang, bis sie 1942 im Rahmen der Internierung japanischstämmiger Kanadier in ein Internierungslager ausgewiesen wurde.

## Einsatz für das japanisch-kanadische Wahlrecht
Während ihrer Lehrtätigkeit an der Lord Byng Elementary School arbeitete sie mit der Powell Street United Church in Vancouver und der Japanese Canadian Citizens League (JCCL) zusammen. Die JCCL war die erste große Organisation von Nisei, bestehend aus japanischen Kanadiern mit Universitätsabschluss, die sich für die volle Staatsbürgerschaft, insbesondere das Wahlrecht, einsetzten. Nach der Verabschiedung des Dominion Elections Act von 1920 verloren japanische Kanadier das Bundeswahlrecht, da in British Columbia bereits japanische Einwohner zusammen mit chinesischen und südasiatischen Einwohnern vom Wahlrecht ausgeschlossen waren.
Aufgrund ihres Engagements in der Gemeinde wurde Shimizu 1936 von der JCCL eingeladen, sich zusammen mit Samuel Hayakawa, Edward Banno und Minoru Kobayashi in Ottawa für das Wahlrecht der japanischen Kanadier einzusetzen. Die Delegation erschien am 22. Mai 1936 vor dem Ausschuss für Wahlen und Franchisegesetze im Unterhaus, hatte aber keinen Erfolg. Erst 1948 erhielten japanische Kanadier das Bundeswahlrecht und in British Columbia 1949.

## Ausbildung internierter japanischer Kanadier
1941 wurde Shimizu, wie alle japanischen Kanadier über 16 Jahren, gezwungen, sich bei der Royal Canadian Mounted Police RCMP zu registrieren. Das Land und die Besitztümer ihrer Familie wurden beschlagnahmt. Nachdem eine Anordnung des Premierministers William Lyon Mackenzie King japanische Kanadier aus ihren Wohnorten an der Küste von British Columbia vertrieben hatte, wurden diese in Internierungslager und Barackendörfer im Landesinneren eingewiesen. Zu dieser Zeit unterrichtete Shimizu noch an der Lord-Byng-Schule.
Als einzige japanische Kanadierin mit Erfahrung im Schulsystem von British Columbia engagierte sich Shimizu in der Bildung von Kindern im Hastings Park in Vancouver. Nachdem sie den Schultag in Steveston beendet hatte, pendelte sie jeden zweiten Tag nach Vancouver, um den Unterricht im Hastings Park zu beaufsichtigen. Ungefähr im Mai 1942 hatte Shimizu ihren Job bei Lord Byng aufgegeben, um Vollzeit im Hastings Park zu arbeiten, wo sie glaubte, dass ihre Hilfe dringender benötigt würde.
Im Oktober 1942 war Shimizu Teil einer der letzten Zugladungen japanischer Kanadier, die aus Vancouver vertrieben wurden. Sie besuchte zunächst das Internierungslager Tashme in der Nähe von Hope, British Columbia, um bei der Organisation einer Schule zu helfen, bevor sie nach New Denver aufbrach. Shimizu arbeitete drei Jahre lang im Lager New Denver und reiste jeden Monat in andere Internierungslager, um das Bildungssystem zu überwachen.
In Zusammenarbeit mit der British Columbia Security Commission und ihrer Kollegin Teruko Hidaka rekrutierte sie Absolventen der Nisei High School und bildete sie zu Lehrern aus. Sie erstellte und überwachte den Lehrplan für alle Altersgruppen und baute ein Schulsystem auf, das in allen sieben Internierungslagern in Britisch-Kolumbien funktionierte und etwa 3.000 japanisch-kanadischen Kindern eine Ausbildung ermöglichte. Als Bildungsbeauftragte koordinierte Shimizu die Lieferungen und Ausrüstung für die Klassenzimmer, da das Bildungsministerium von British Columbia sich geweigert hatte, den Häftlingen Schulbücher zur Verfügung zu stellen. Sie plädierte für bessere Unterrichtsbedingungen, Lehrerausbildung und Löhne.

## Späteres Leben und Aktivismus
Im Sommer 1945 endete Shimizus Amtszeit als Bildungsleiterin für Internierungslager in British Columbia. Sie verließ New Denver und zog zu ihrer Familie nach Toronto. Während der Vertreibung japanischer Kanadier waren Mitglieder ihrer Familie in verschiedene Teile Kanadas zerstreut, und viele ließen sich schließlich in Hamilton, Ontario, nieder.
1948 heiratete sie den verwitweten Reverend Kosaburo Shimizu, der in ein Internierungslager in Kaslo  evakuiert worden war und wurde Stiefmutter seiner vier Kinder. In Toronto engagierte sie sich in verschiedenen Organisationen, darunter der Nisei-Kirche, dem Japanisch-Kanadischen Kulturzentrum und der Momiji Health Care Society.
Shimizu war an der Wiedergutmachungsbewegung der 1980er Jahre beteiligt, die von der kanadischen Regierung eine Entschädigung für die Beschlagnahmung von Eigentum und die erzwungene Migration japanischer Kanadier während des Krieges forderte. 1988 entschuldigte sich Premierminister Brian Mulroney und ordnete eine Entschädigungszahlung von 21.000 US-Dollar an jeden Überlebenden, die Einrichtung eines 12-Millionen-Dollar-Gemeinschaftsfonds und die Finanzierung der Canadian Race Relations Foundation an.
1990 wurde Shimizu die erste Präsidentin der neu gegründeten Ghost Town Teachers Historical Society, die die Arbeit und Erfahrung von Lehrern in den japanischen Internierungslagern dokumentierte. Der Name der Gesellschaft geht auf die verlassenen Städte zurück, in denen im Landesinneren von British Columbia Internierungslager errichtet wurden. Sie wurde inspiriert, die Geschichten der Lehrer zu erzählen, nachdem sie in den 1980er Jahren das öffentliche Archiv in Ottawa besucht hatte, wo sie entdeckte, dass es sich bei den meisten Dokumenten im Zusammenhang mit der Ausbildung in Internierungslagern um offizielle Dokumente handelte, die nicht die persönlichen Geschichten dieser Erfahrung erzählten.
Im Juni 1982 wurde Shimizu vom Generalgouverneur zum Mitglied des Order of Canada ernannt, als Anerkennung für ihre Arbeit, die dafür sorgte, dass japanisch-kanadische Kinder während ihrer Internierung während des Zweiten Weltkriegs eine Ausbildung erhielten.
Shimizu starb 1999 im Alter von 91 Jahren in Nepean, Ontario.

## Auszeichnungen und Ehrungen
- 1982: Order of Canada[7]
- 1990: erste Präsidentin der Ghost Town Teachers Historical Society, eine Organisation, die die Arbeit und Erfahrungen der Lehrer dokumentierte, die in den japanisch-kanadischen Internierungslagern arbeiteten
- 1993: von Women and Gender Equality Canada dafür ausgezeichnet, dass sie die Geschichte Kanadas geprägt und zu seiner Entwicklung beigetragen hat.
- traditioneller japanischer Steingarten an der Lord Byng School
- Benennung einer Brücke in Vancouver: Hide Hyodo Shimizu Bridge[8]
- 2013: Hyodo-Shimizu-Forschungsstipendium[9]